# 정가희
정가희(1989년 8월 30일 ~ )는 대한민국의 배우이다.

## 학력
- 백제예술대학 뮤지컬과

## 드라마
- 2022년 ENA 드라마 《이상한 변호사 우영우》[1]
- 2022년 웹드라마 《더 글로리》
- 2023년 KBS2 드라마 《어쩌다 마주친, 그대》- 이주영 역
- 2023년 ENA 드라마 《오랫동안 당신을 기다렸습니다》- 양희주 역
- 2024년 SBS 금토드라마 《재벌X형사》- 윤지원 역
- 2025년 tvN 월화드라마 《이혼 보험》- 한여름 역

## 공연
- 2010년 그리스[2]
- 2011년 넥스트 투 노멀
- 2014년 담배가게 아가씨
- 2014년 담배가게 아가씨
- 2015년 오디션
- 2015년 달빛요정과 소녀
- 2015년 젊음의 행진
- 2016년 젊음의 행진
- 2016년 젊음의 행진
- 2016년 젊음의 행진
- 2016년 젊음의 행진
- 2016년 올슉업
- 2016년 젊음의 행진
- 2017년 젊음의 행진
- 2017년 꽃보다 남자
- 2017년 더 뮤지컬 페스티벌
- 2017년 이블데드
- 2017년 올슉업
- 2018년 메디슨 카운티의 다리
- 2019년 앙상블
- 2021년 베르나르다 알바
- 2021년 땡큐베리 스트로베리